# Ettore Berti
Ettore Berti (Treviso, 17 gennaio 1870 – Milano, 6 maggio 1940) è stato un attore italiano.

## Biografia
Ettore Berti nacque a Treviso il 17 gennaio 1870, figlio di Carlo e Giovanna Mazzarelli, entrambi attori.
Esordì giovanissimo nel teatro a undici anni, nella compagnia di G. Beffini, nel ruolo di ingenuo.
Nel 1882 passò con L. Ficarra, restandovi fino al 1885, prima di entrare nella compagnia Benini-Sambo, nella parte di mimo e amoroso.
Nel 1887 si unì come secondo amoroso alla compagnia di A. Marchetti, quindi a quella di Andrea Maggi e Pia Marchi; nel 1889 entrò nella compagnia Marini, nella quale assunse due anni dopo il ruolo di primo attore giovane avendo completato il consueto tirocinio, restandovi fino al 1893; l'anno seguente passò nella compagnia Pasta-De Lorenzo, e nel 1897 in quella della Duse, dove fu primo attore alternandosi con Carlo Rosaspina.
Con la Duse recitò all'estero, a Parigi, successivamente nel 1898 effettuò una tournée in Russia, Romania e Ungheria con Cesare Vitaliani, quindi in America dove si esibì con  Maggi e G. Della Guardia dal 1899 al 1900. Rientrato in Italia nel 1901 entrò nella compagnia di E. Varini, per passare nello stesso anno in quella della sorella e del cognato, la compagnia Berti-Masi, sempre come primo attore.
Dal 1904 al 1906 creò una propria compagnia, con lo scopo di perseguire il repertorio dannunziano. Assunse quindi la direzione della compagnia di Gemma Caimmi, che portò in Egitto nel 1907 e in America dal 1908 al 1911.
Al rientro in Italia assunse la direzione, nel 1912, della Stabile Romana al Teatro Argentina di Roma e l'anno successivo rappresentò i noti spettacoli dannunziani (agosto 1913) alla Pineta di Pescara, includenti La città morta, La Gioconda e La fiaccola sotto il moggio. Questi spettacoli ricevettero consensi anche da parte dell'autore e quindi Berti riorganizzò nel 1914 la compagnia per rappresentare Il ferro.
Recitò assieme a Tina Di Lorenzo dal 1915 al 1917, dopo di che entrò nel 1918 nella compagnia di V. Talli, nel 1919 guidò quella di U. Bitetti e nel 1920 ne costituì una nuova con Gemma Bolognesi.
Fu condirettore del Teatro del Popolo di Milano insieme con S. Lopez e nel 1928 formò una compagnia dannunziana con G. Forzano.
Abbandonò il palcoscenico nel 1930 e poco dopo iniziò a dirigere, assieme alla moglie Emilia Varini, l'Accademia dei filodrammatici di Milano, carica che conservò fino al 1939.
Ettore Berti morì a Milano il 6 maggio 1940.
Formatosi nel teatro verista, Berti fu uno dei primi seguaci del dannunziano "teatro di poesia" e del rinnovamento. Il suo repertorio spaziava da La signora delle camelie di Alexandre Dumas  all'Aiglon di Edmond Rostand, alla Cavalleria rusticana di Giovanni Verga, ma soprattutto alle opere di D'Annunzio. Fra le sue rappresentazioni di maggior successo si possono menzionare Piccoli borghesi di Maksim Gor'kij e Rose Bernd di Gerhart Hauptmann.
Si avvicinò anche al cinema muto, negli anni 1914 e 1915, recitando in film come La colpa di Giovanna, Il re fantasma, Un'immagine e due anime, ma gran parte della sua carriera la effettuò sul palcoscenico.
La sorella Elisa (1868-1947), moglie di Giuseppe Masi, si mise in evidenza verso il 1900 come Rossana nel Cyrano e interpretò poi, oltre ai drammi poetici in auge, personaggi come Viola, Titania e Cassandra nell'Agamennone di Eschilo.

## Filmografia
- La giustizia dell'abisso (1912)
- L'impertinenza della portinaia (1913)
- Il cuore non dimentica (1913)
- Il cuore di uno scemo (1913)
- Il calvario di una principessa (1913)
- La tragedia di Pulcinella (1913)
- L'onore riconquistato, regia di Eduardo Bencivenga (1913)
- Armi e amori, regia di Ugo Falena (1913)
- Per l'onore di una donna (1913)
- La rinunzia, regia di Ugo Falena (1913)
- L'ombra di un morto (1913)
- Tempesta d'anime (1913)
- Resto umano (1913)
- Lontano dalla felicità (1913)
- L'intrusa (1913)
- L'assalto fatale, regia di Gerolamo Lo Savio (1913)
- Il bacio della gloria (1913)
- Cuore di nonna (1913)
- Usuraio e padre (1914)
- L'onore del giudice istruttore (1914)
- Alla ricerca della felicità (1914)
- La più forte, regia di Ugo Falena (1914)
- Splendore e decadenza (1914)
- Rivelazione e fatalità, regia di Ugo Falena (1914)
- Morire per vivere, regia di Elio Gioppo (1914)
- La colpa di Giovanna, regia di Ugo Falena (1914)
- Il re fantasma, regia di Ugo Falena (1914)
- Colei che si deve amare, regia di Ugo Falena (1914)
- Il segreto delle rose (1914)
- Un'immagine e due anime (1915)
- La mirabile visione, regia di Luigi Sapelli (1921)
- Sant'Ilario, regia di Henry Kolker (1923)